# Província de Florida

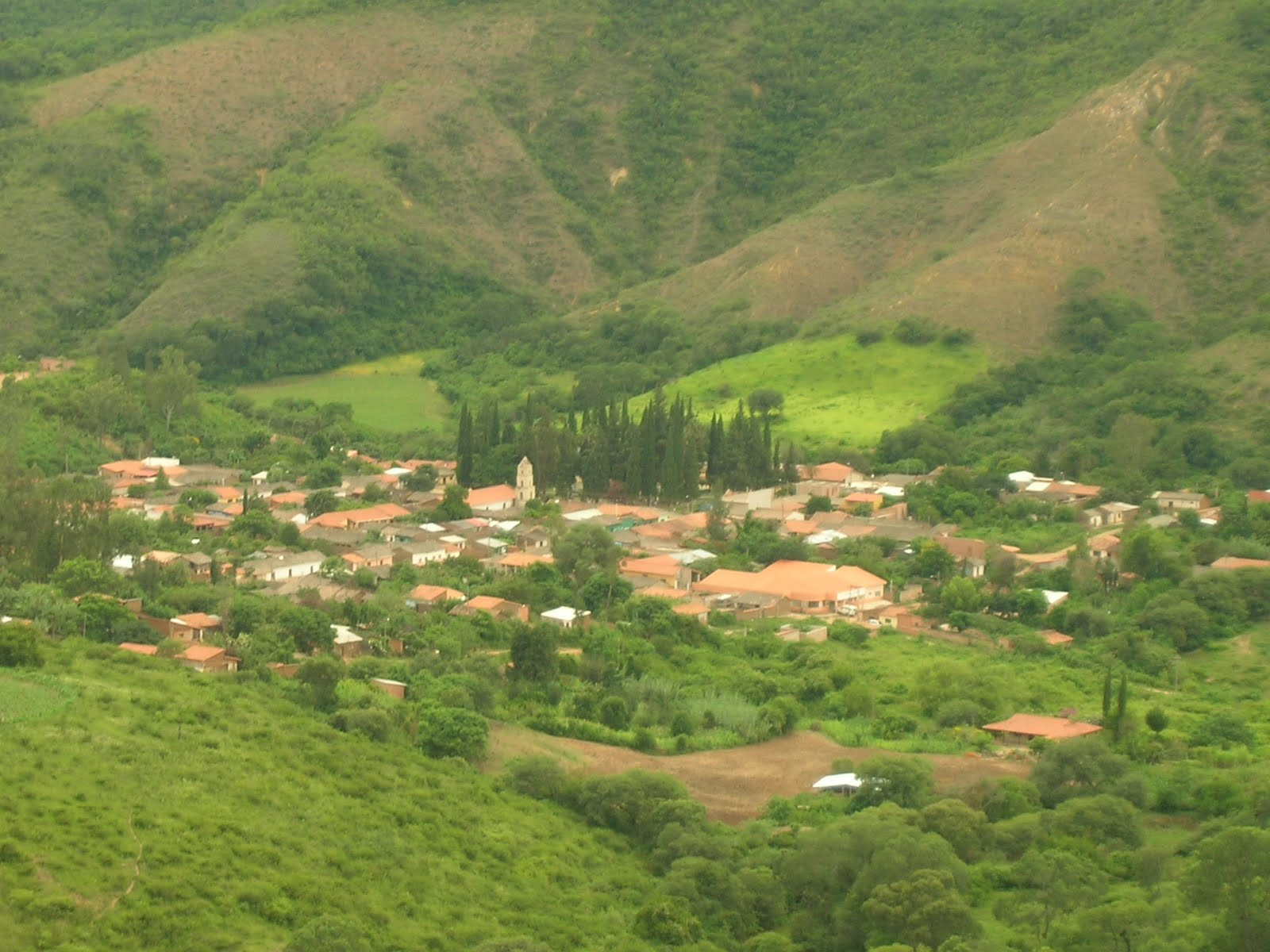
Vista del poble de Quirusillas.

La província de Florida és una de les 15 províncies del Departament de Santa Cruz a Bolívia. Està dividida administrativament en quatre municipis: Samaipata (la capital), Pampagrande, Mairana i Quirusillas. La província va ser creada el 1924 i va rebre el nom per la batalla de la Florida, que va tenir lloc durant la guerra de la independència del país.